# 2001 Einstein
Einstein (asteroide 2001) é um asteroide da cintura principal, a 1,7426054 UA. Possui uma excentricidade de 0,0986822 e um período orbital de 981,92 dias (2,69 anos).
Einstein tem uma velocidade orbital média de 21,42062797 km/s e uma inclinação de 22,68415º.
Este asteroide foi descoberto em 5 de Março de 1973 por Paul Wild.
Seu nome é uma homenagem ao físico alemão Albert Einstein, ganhador do Prêmio Nobel e postulador da Teoria da Relatividade.